# Chickmukrtinhal, Kushtagi
Chickmukrtinhal là một làng thuộc tehsil Kushtagi, huyện Koppal, bang Karnataka, Ấn Độ.